# Workhorse Group
Workhorse Group Incorporated là một công ty sản xuất của Mỹ có trụ sở tại Cincinnati, Ohio, hiện đang tập trung vào sản xuất các phương tiện giao hàng và tiện ích chạy bằng năng lượng điện.
Công ty được thành lập vào năm 1998 bởi các nhà đầu tư, những người tiếp quản việc sản xuất khung gầm của xe van và xe nhà di động dòng P30 / P32 của General Motors. Đến năm 2005, công ty được tiếp quản bởi Navistar International, đơn vị mà trước đó đã bán động cơ diesel cho Workhorse Group. Navistar sau đó đã đóng cửa nhà máy vào năm 2012 để cắt giảm chi phí sau khi thua lỗ nặng.
Vào tháng 3 năm 2015, AMP Electric Vehicles đã tiếp quản Workhorse Custom Chassis, đổi tên công ty thành Workhorse Group Incorporated, và bắt đầu cung cấp một loạt các xe chở hàng chạy bằng điện.